# Печерні споруди Мангупа
У городищі Мангуп загалом налічується, за одними даними, близько 60 штучних печерних споруд, з яких приблизно половина (понад 30) зосереджені на мисі Тешклі-бурун, за іншими даними печер понад 100. Штучні печери Мангупа заведено поділяти за тимчасовими періодами: ранньосередньовічні (або період А) — друга половина VI–VII століття; період Б — X–XI — початок XV століття і період В — друга половина XIV–XVIII століття. Печери XIV–XV століття, споруджені в один час, але історики їх датують різними періодами, поділяються ними за формою приміщень та способами їх вирубування, а також за призначенням.

## Ранні середньовічні печери
Печери першого періоду (А), що будувалися в ранньовізантійську епоху по периметру обривів плато і мали, в більшості, оборонне призначення: як пункти для контролю під'їзних доріг і легкодоступних розселин, як спостережні пункти, як приміщення для укриттів для вартових і в комплексі з головною лінією оборони. Вирубані киркою, косими ударами, як правило, в одному напрямку зверху — вниз під кутом 35°-50°, що утворили в результаті характерні борозни з відстанню не більше 8-9 см між ними. Приміщення, площею від 3 м² до 11 м², виходили практично без кутів, овальної або округленої форми з плавним переходом від підлоги до стін і від стін до стелі, в результаті чого стеля набувала форму коробового зводу. Характерними ознаками печер періоду А є вирубані в скелі лави й арочні ніші. Загальна кількість печерних споруд першого періоду, що входили в оборонну систему, за підрахунками дослідників, не перевищувало 12-17 штук (в деяких більш пізніх печерах вгадуються сліди знищених при будівництві більш старих порожнин).
Більшість печер цього періоду мали вартові функції й розташовувалися в місцях примикання стін головної лінії оборони до обривів плато: відомі приміщення на західному схилі мису Еллі-бурун (овальне, розмірами 4 на 2,8 м і висотою 1,6 м, із залишками кам'яної лави у Південній і Західній стін шириною 0,25 м і висотою 0,3 м), перед фасом куртина в яру Гамам-дере (після перенесення стіни турками вище по схилу вони виявилися із зовнішнього боку). Печера на протилежному схилі Яру, розмірами 3,3 на 3,0 м, висотою 1,9 м, також всередині стіни, в 10 м від неї. Два приміщення, з'єднані проходом, круглої й овальної форми, одне з лавами уздовж стін, інше — з вирубаними в стіні хрестами й нішею, розташовані на південній околиці плато.
На східному схилі мису Еллі-бурун над ущелиною Капу-дере знаходиться комплекс з 3 печер, всі невеликі, у вигляді овалу, з Коробовим склепінням, з'єднані скельним майданчиком на краю обриву (два з них сильно зруйновані). Також виділені дозорні печери на верхньому краю скель, що служили для спостереження за «мертвими зонами» при увігнутості обривів.
Багато ранньосередньовічних печер згодом перероблялися, деякі неодноразово, іноді пристосовуючись під інші потреби. На мисі Тешклі-бурун, наприклад, ранні печери були зруйновані при будівництві монастирського комплексу у XIV–XV столітті в епоху Феодоро; також, після захоплення фортеці турками, змінилося призначення частини приміщень.

## Печери періоду Б
Печери періоду Б об'єднуються у дві тимчасові групи: X–XI століть та початку XV століття. Споруди X–XI століття здебільшого господарські, пов'язані переважно зі скотарством. У великій кількості у приміщеннях зустрічаються вирубані ясла (годівниці для худоби) та кам'яні кільця для прив'язування тварин. Печери XIV—XV століття споруджувалися під час формування та розквіту князівства Феодоро, мали оборонне та господарське (понад 80 %) призначення. У цей період оздоблення стає ретельнішим, але ще без виражених кутів, стелі, в основному, плоскі, рідше — коробове склепіння, розміри від 6 до 100 м².
Вирубка здійснювалася паралельними або перехрещуваними ударами, що залишали глибокі борозни на відстані не менше 0,1 м.
Більшість оборонних споруд XIV–XV століття розташовані на мисі Тешклі-бурун і, можливо, пов'язані з будівництвом Цитаделі та початок їх будівництва, на підставі відомого будівельного напису 1362 року, датуються початком 1360-х років, а закінчення, на думку істориків, — 1420-х роками, коли була зведена друга лінія оборони.

## Печери періоду В
Печери періоду В, датовані другою половиною XIV–XVIII століттям, відрізнялися прямокутною формою з різко вираженими кутами, плоскою стелею та гладкою обробкою стін. Печери третього періоду, особливо його початку, часто розташовані комплексами, у тому числі багато культових споруд, включаючи кілька монастирів. Приміщення Періоду В є нові, більш монументальні архітектурні рішення, що відображають статус феодального міста, що склалося, вони вже практично повністю копіюють наземну архітектуру. Змінилося, у зв'язку зі статусом, призначення приміщень: в абсолютній більшості вони мали суспільний і культово-похоронний характер, було влаштовано кілька печерних церков і монастирів.
- Монастир на мисі Тешклі-Бурун — умовна назва комплексу підземних та залишків надземних споруд XIV–XV століття на краю мису Тешклі-бурун Мангупа, що об'єднуються істориками в середньовічний монастир.
- Південний монастир, також Благовіщенський монастир — середньовічний і сучасний печерний монастир, розташований у південних обривах плато.
- Південно-східний монастир — умовна назва дворівневого комплексу підземних та залишків надземних культових споруд XIV–XV століття періоду князівства Феодоро, розташованих на південно-східних урвищах плато Мангупа.
- Північний монастир — печерний монастир початку XIII–XV століття, розташований на кручі західного схилу мису Чуфут-Чеарган-бурун у балці Табана-Дере, поблизу Головної лінії оборони. Включає печерну церкву і 6 супутніх приміщень, розташованих в три яруси.

Також відомий комплекс вирубних усипальниць, на 6 м вище за рівень дороги біля воріт Капу-дере, поряд з якими знаходився надбрамний храм, розташований на перекритті міських воріт, про який писав ієромонах Матвій 1395 року.